# Ху Хэнхуа
Ху Хэнхуа (кит. 胡衡华; род. июнь 1963, Хэнъян, Хунань) — китайский государственный и политический деятель, мэр Чунцина с 31 декабря 2021 года.
Ранее замсекретаря парткома КПК провинции Шэньси (2020—2021), секретарь горкома КПК (2017—2020) и мэр (2013—2016) Чанши, глава городской администрации Ияна (2008—2011).
Кандидат в члены ЦК КПК 19-го созыва, член Центрального комитета Компартии Китая 20-го созыва.

## Биография
Родился в июне 1963 года в Специальном районе Хэнъян, провинция Хунань.
В июле 1983 года окончил Сианьский университет металлургии и строительства с дипломом бакалавра по специальности «промышленная автоматизация». В 1985 году вступил в Коммунистическую партию Китая. После университета поступил на работу на Хэнъянский завод стальных труб, где последовательно занимал должности инженера, заместителя начальника участника и начальника участка цеха № 100, с декабря 1990 года — замначальника цеха № 100 и заместитель начальника цеха № 76. В июне 1996 года — начальник цеха № 108. В декабре 1996 года переведён помощником директора завода и начальником цеха непрерывного проката, в декабре 1997 года назначен заместителем директора завода, с октября 1998 года — заместитель генерального директора группы компаний Hengyang Steel Pipe (Group) Co., Ltd., в августе следующего года — генеральный директор группы. Параллельно с работой с июля 1998 по декабрь 2001 гг. учился в Высшей школе бизнес-администрирования Хунаньского университета, бакалавр наук в области делового администрирования.
Политическую карьеру начал в июле 2005 года с назначения главой комитета по экономике правительства провинции Хунань и секретарём партотделения КПК этого комитета. В марте 2008 года — исполняющий обязанности мэра города Иян и замсекретаря горкома КПК Ияна, утверждён в должности мэра в январе следующего года. В январе 2011 года занял посты главы комитета по развитию и реформам провинции Хунань и главы партийного отделения КПК данного комитета. В декабре 2013 года — исполняющий обязанности мэра Чанши (столичного города провинции Хунань) и замсекретаря горкома КПК Чанши, утверждён в должности мэра в январе 2014 года. С ноября 2015 года по совместительству занимал пост секретаря рабкома КПК Нового района Сянцзян.
В ноябре 2016 года вошёл в состав Постоянного комитета парткома КПК провинции Хунань и занял должность секретаря партотделения КПК комиссии по надзору и управлению государственным имуществом Народного правительства провинции. В июле 2017 года освобождён от исполнения обязанностей секретаря комиссии в связи с переводом на пост главы парткома КПК города Чанша.
В октябре 2020 года впервые направлен на работу за пределами родной провинции, заняв позицию заместителя секретаря парткома КПК провинции Шэньси.
В декабре 2021 года переведён в Чунцин заместителем секретаря горкома КПК, заместителем мэра и одновременно исполняющим обязанности мэра города. 21 января 2022 года утверждён в должности мэра Чунцина решением очередной сессии городского Собрания народных представителей 5-го созыва.